# بارنی سلیمان
بارنی سلیمان (انگلیسی: Barney Solomon; ۱ ژانویهٔ ۱۸۸۳ – ۱ ژانویهٔ ۱۹۵۲) بازیکن راگبی ۱۵ نفره اهل بریتانیا بود.